# 알렉트로사우루스
알렉트로사우루스(Alectrosaurus)는 중생대 백악기 후기, 오늘날 아시아 내몽골에 해당하는 지역에 살았던 육식공룡이다. 용반목-수각아목-티라노사우루스상과에 속한다. 학명은 '미혼의 도마뱀'을 의미한다. 짧은 팔과 두개의 앞발톱, 강한 턱과 굵은 다리를 가졌다. 전체 몸 길이는 5m 전후로 전체적인 체형이 티라노사우루스와 아주 흡사하다.